# Joseph Dessertine
Pour les articles homonymes, voir Dessertine.
Joseph "Jo" Dessertine, né le 4 octobre 1920 à Jarnosse (Loire) et mort le 23 juillet 2005 à Roanne est un coureur cycliste français, professionnel de 1944 à 1947.

## Palmarès
- 1942
  - Une étape du Circuit des Quatre Provinces
- 1944
  - Saint-Étienne-Roanne
  - Grand Prix Mercier
- 1945
  - Grand Prix de Charlieu
- 1946
  - Grand Prix de l'Équipe
  - 3e du Circuit du Jura

## Résultats sur les grands tours

### Tour de France
1 participation
- 1947 : abandon (9e étape)